# Wapen van Samoa

Wapen van Samoa.

Wapen van Samoa dat in 1914 was ingesteld, in de tijd dat Samoa een Duitse kolonie was. (Duits-Samoa)

Het wapen van Samoa is in zijn huidige vorm in 1962 ingevoerd.

## Beschrijving
Centraal in het wapen staat een donkerblauw wapenschild met daarin in het wit het Zuiderkruis afgebeeld. In het zilveren schildhoofd zijn wit-groene golven afgebeeld met daartussen een palmboom met gouden kokosnoten. Achter het schild staan rode cirkels met radialen erin. Aan de beide zijden staan een olijventwijg. Bovenaan staat het christelijk kruis. Onderaan staat een witte tekstband waar in rode letters de Samoaanse tekst staat geschreven: FA'AVAE I LE ATUA SAMOA (God is het fundament van Samoa).

## Symboliek
Het Zuiderkruis is het wapen- en vlaggensymbool van diverse gebieden op het zuidelijk halfrond en het wordt ook getoond op de vlag van Samoa. Het christelijk kruis staat voor het christelijke geloof en de bijbehorende christelijke tradities in het land. De palmboom en de golven staan voor de ligging van Samoa in de Grote Oceaan. De cirkel en de radialen zijn overgenomen van de vlag van de Verenigde Naties en staan voor de lengte- en breedtegraden. De Verenigde Naties leidden het land vanaf 1947 met het trustschap van de Pacifische Eilanden dat door de trustschapsraad van de Verenigde Naties was ingesteld.

## Historische wapens
In 1914 kreeg Samoa, destijds nog Duits-Samoa geheten, als Duitse kolonie een wapen. Het schild heeft een rode achtergrond waarop drie palmbomen zijn afgebeeld. De palmbomen staan boven twee blauwe golven. In het schildhoofd staat het wapen van alle Duitse koloniën. Geheel bovenaan staat een tekstband met de naam van Samoa.
Het wapen was echter maar enkele maanden in gebruik, doordat Nieuw-Zeeland het land na het uitbreken van de Eerste Wereldoorlog, nog in 1914 bezette. Als een door de Volkerenbond ingesteld mandaatgebied van Nieuw-Zeeland, kreeg het land in 1920 een embleem als wapen, waarin eveneens drie palmbomen op getoond waren.
In 1951 werd de voorloper van het huidige wapen ingevoerd. Dit wapen had ten opzichte van het huidige wapen iets andere kleuren en in plaats van het christelijk kruis bovenaan, werd hier een opkomende zon getoond.
Australië · Fiji · Kiribati · Marshalleilanden · Micronesia · Nauru · Nieuw-Zeeland · Oost-Timor · Palau · Papoea-Nieuw-Guinea · Salomonseilanden · Samoa · Tonga · Tuvalu · Vanuatu
Afhankelijke gebieden

Amerikaans-Samoa · Cookeilanden · Frans-Polynesië · Guam · Nieuw-Caledonië · Niue · Norfolk · Noordelijke Marianen · Pitcairn · Tokelau-eilanden · Wallis en Futuna